# Europese kampioenschappen schaatsen afstanden 2020 - Ploegenachtervolging vrouwen
De ploegenachtervolging voor vrouwen op de Europese kampioenschappen schaatsen 2020 werd gereden op zondag 12 januari 2020 in ijsstadion Thialf in Heerenveen. Het was de tweede editie van de EK afstanden en de Nederlandse damesploeg prolongeerde de initiële titel uit 2018.

## Uitslag
| #      | Land        | Schaatsers                                              | Tijd    |
| ------ | ----------- | ------------------------------------------------------- | ------- |
| Goud   | Nederland   | Antoinette de Jong Melissa Wijfje Ireen Wüst            | 2.57,97 |
| Zilver | Rusland     | Jelizaveta Kazelina Jevgenia Lalenkova Natalja Voronina | 2.59,04 |
| Brons  | Wit-Rusland | Tatjana Michajlova Jevgenia Vorobjova Marina Zoejeva    | 3.05,47 |
| 4      | Polen       | Karolina Bosiek Natalia Czerwonka Karolina Gąsecka      | 3.05,62 |
| 5      | België      | Sandrine Tas Stien Vanhoutte Anke Vos                   | 3.17,99 |